# 11524 Pleyel
A 11524 Pleyel (ideiglenes jelöléssel 1991 PY2) a Naprendszer kisbolygóövében található aszteroida. Eric Walter Elst fedezte fel 1991. augusztus 2-án.